# Römermuseum Remchingen
Das Römermuseum Remchingen ist ein Römermuseum in Remchingen im Enzkreis. Im Museum findet man unter anderem Mauerzüge eines römischen Hauses.

## Geschichte
Im Jahr 2007 wurde in Remchingen beim Bau eines Hauses ein römischer Mauerzug freigelegt, Untersuchungen zufolge Teil eines römerzeitlichen Hauses. Danach machte man weitere römerzeitliche Funde in der Umgebung. Nach der kompletten Freilegung der Grundmauern wurde das Projekt Römermuseum Remchingen ins Leben gerufen. Das Museum wurde 2009 unter Leitung von Jeff Klotz eröffnet. 
2016 fand man im Museumsbereich einen Fußboden und weitere römische Artefakte. Der Fußboden wurde im Rahmen einer Wanderausstellung unter anderem in Berlin gezeigt. An der Fundstelle entstand ein kleiner Park, in dem weitere Funde, wie ein Stück eines römischen Hofbodens, präsentiert werden.

## Ausstellungen
- 2014: Schau mal, wo du lebst[1]
- 2016: Frauen im Aufbruch[2]
- 2018: Mythos Jerusalem[3]

## Angebote des Museums
Das Museum hat an Werktagen, an Freitagen, samstags und sonntags geöffnet. Es werden Gruppenführungen angeboten, auch für Schulklassen und andere Gruppen. Das Museum hat auch ein Museumscafe. Es gibt verschiedene Themenausstellungen.

## Leitung des Museums
Das Museum wurde von Jeff Klotz gegründet. Die Leitung des Museums haben Jeff Klotz und Monika Foemer. Das Römermuseum beschäftigt 60 teils ehrenamtliche Mitarbeiter.

## Geschichte rund um das Museum
Das Museum behandelt das Leben der Römer und Gallier im Gebiet des heutigen Remchingen. Die Römer siedelten im ersten Jahrhundert zahlreiche Gallier in den Südwesten um, in dem es nur wenige Orte gab. So wurde in Remchingen diese Siedlung angelegt.

## Liste von Funden in Remchingen
- Römischer Gutshof in Remchingen-Wilferdingen
- Römische Straße im Stadtwald von Remchingen
- Römisches Haus im Remchinger Stadtteil Wilferdingen
- Antiquitäten wie eine Vase oder Schrauben in ganz Remchingen